# Santa Maria de Matamala
Santa Maria de Matamala es una entidad de población española del municipio de Les Llosses, perteneciente a la provincia de Gerona, en la comunidad autónoma de Cataluña.

## Historia
A mediados del siglo XIX, el lugar, ya por entonces perteneciente a Llosas, tenía contabilizadas 30 casas. Aparece descrito en el decimoprimer volumen del Diccionario geográfico-estadístico-histórico de España y sus posesiones de Ultramar de Pascual Madoz de la siguiente manera:

MATAMALA (Sta. Maria de): l. en la prov. de Gerona, part. jud. de Ribas, aud. terr., c. g. de Barcelona, dióc. de Vich, ayunt. de Llosas. sit. en terreno montañoso y quebrado, con buena ventilacion y clima sano. Tiene 30 casas y 1 igl. parr. (Sta. Maria), de la que es aneja la de San Vicente de Masanós, servida por un cura de primer ascenso. El térm. confina con Masanós, Estiula, Llosas y Borredá. El terreno como montuoso, es escabrosos y áspero; le cruzan varios caminos locales. prod.: centeno, legumbres y patatas; cria ganado y caza de varias especies. pobl. y riqueza unida la de San Vicente de Masanós, 29 vec., 134 almas. cap. prod.: 1,494,000. imp. 37,350.
(Madoz, 1848, p. 295)

En 2023 la entidad de singular de población de Santa Maria de Matamala tenía empadronados 43 habitantes, todos ellos en diseminado.

## Patrimonio
En el lugar hay una iglesia bajo la advocación de Santa María.